# Pfarrkirche Heinrichs bei Weitra

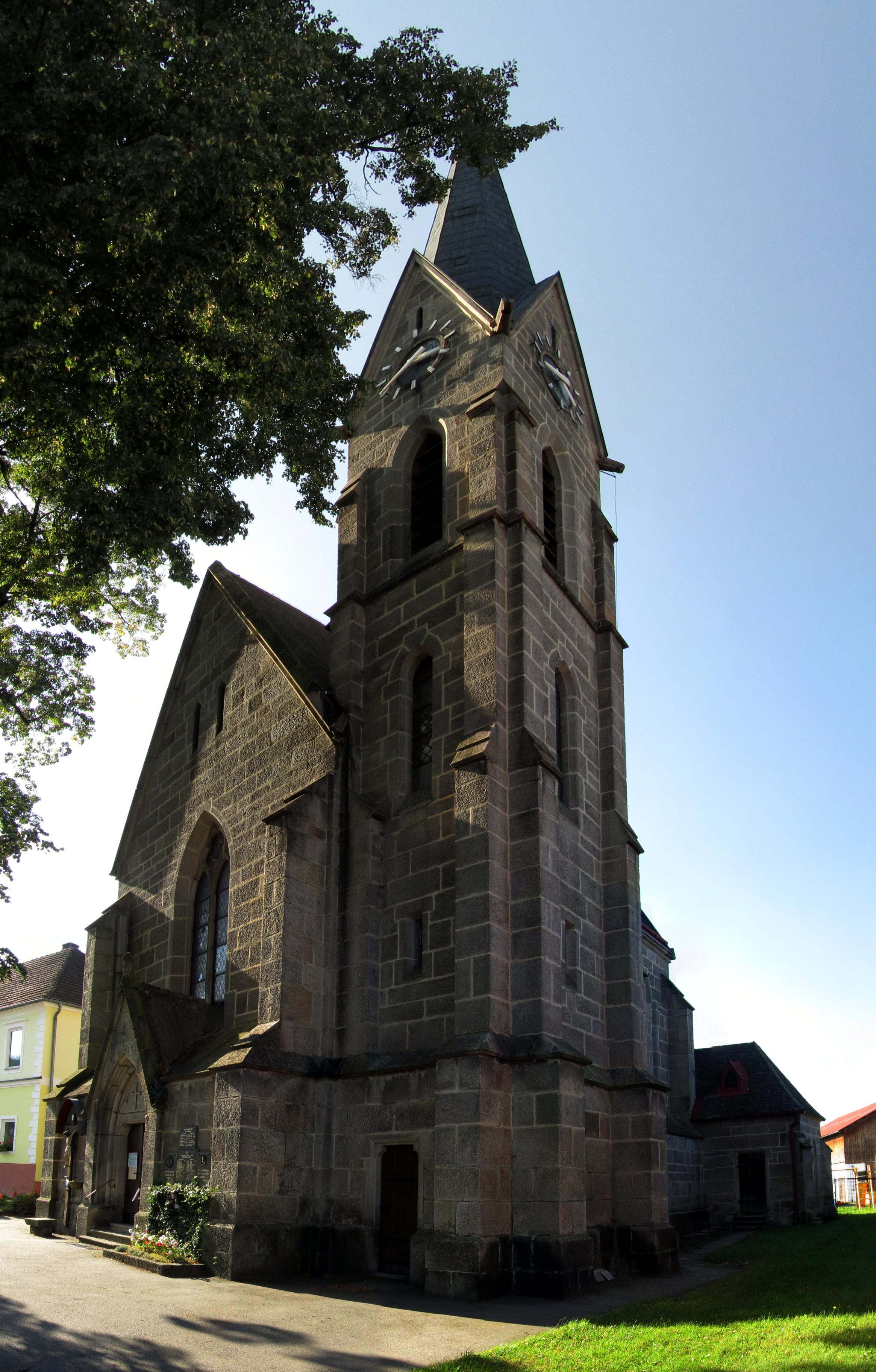
Pfarrkirche Heinrichs bei Weitra

Die römisch-katholische Pfarrkirche Heinrichs bei Weitra (Patrozinium: Mariä Himmelfahrt) ist ein neugotischer Bau mit Nordturm, der 1872 bis 1875 nach Plänen von Hermann Schneider aus Granitquadern errichtet wurde, nachdem der Vorgängerbau von 1762 für die wachsende Gemeinde zu klein geworden war. 1933 und 1958 wurde die Kirche restauriert. Die 1784 errichtete Pfarre des niederösterreichischen Ortes Heinrichs bei Weitra gehört zum Dekanat Gmünd. 

## Außen
Die neugotische Kirche ist gewestet. Sie hat ein Langhaus mit einem eingezogenen, einjochigen Chor mit Dreiachtelschluss im Westen und große Lanzettfenster. In der Giebelfassade im Osten sind ein zweibahniges Maßwerkfenster und ein übergiebeltes, profiliertes, mit 1873 bezeichnetes Spitzbogenportal mit Schulterbogentor. Ein umlaufendes Kaffgesims bildet den oberen Sockelabschluss an Langhaus und Fassade und die Abtreppungen an den Strebepfeilern. An der Nordseite erhebt sich ein mächtiger Turm mit Giebelspitzhelm, dreifach abgetreppten Eckstrebepfeilern, einem Schulterbogentor und Schlitz- und Spitzbogenfenstern. An den Chor ist nordseitig eine Sakristei angebaut.

## Innen
Das Langhaus ist ein vierjochiger Saalbau mit einer Spitztonne und Stichkappen über abgefasten Gurtbögen auf Wandvorlagen. Ein umlaufendes Kaffgesims und profilierte Flachbogennischen zwischen den Strebepfeilern gliedern den Innenraum. Die kreuzgratgewölbte Orgelempore ruht auf drei profilierten Segmentbögen auf Säulen mit Knospenkapitellen. Zum Chorbereich führt ein eingezogener, profilierter Triumphbogen. Das Chorjoch ist von einer Spitztonne mit Stichkappen überwölbt und hat im Chorschluss Rippen und einen reliefierten Schlussstein mit dem Lamm-Gottes. Ein Schulterbogenportal führt zur Sakristei.

## Inventar
Das Inventar ist zum größten Teil neugotisch aus dem vierten Viertel des 19. Jahrhunderts. Der Hochaltar, ein Werk von Josef Kepplinger datiert 1896, wurde 1954 von Loiben nach Heinrichs übertragen. Er hat eine Predella mit Reliefflügeln mit Darstellungen der Jugend Christi und der Passion. Im Hauptgeschoß befindet sich in einer Kielbogenrahmung ein spätbarockes Bild der Marienkrönung, das nach 1762 gemalt wurde. Die Seitenfiguren, die Heiligen Petrus und Paulus stammen von 1896. In der gesprengten Tabernakelnische steht zwischen zwei Heiligen eine Statue mit dem Herzen Jesu. Der neugotische Seitenaltar ist mit einer Schnitzfigur des Heiligen Johannes Nepomuk und einer Statue der Maria von Fátima aus dem Jahr 1954 ausgestattet. Aus dem vierten Viertel des 19. Jahrhunderts stammen die neugotische Kanzel und das Kirchengestühl. Die Orgel wurde 1911 von Franz Capek angefertigt. Zur weiteren Einrichtung zählen barocke Schnitzfiguren der Heiligen Josef und Leonhard aus der Zeit um 1750/60, eine Schnitzfigur des Heiligen Sebastian aus dem 18. Jahrhundert, eine Figur des Heiligen Florian aus dem 19. Jahrhundert, ein Kruzifix aus dem 18. Jahrhundert und im Langhaus Gewmälde mit Gottvater- und Marienpietà aus der Zeit um 1875. Die Glocke wurde von Ferdinand Drackh 1731 gegossen.